# جهان تیمور
جهان تیمور (انگلیسی: Jahan Temür؛ زادهٔ ۱ ژانویهٔ ۱۳۵۰) دست نشانده جلایریان برای تاج و تخت ایلخانان در اواخر دهه ۱۳۳۰ بود.